# Sota de Diamantes

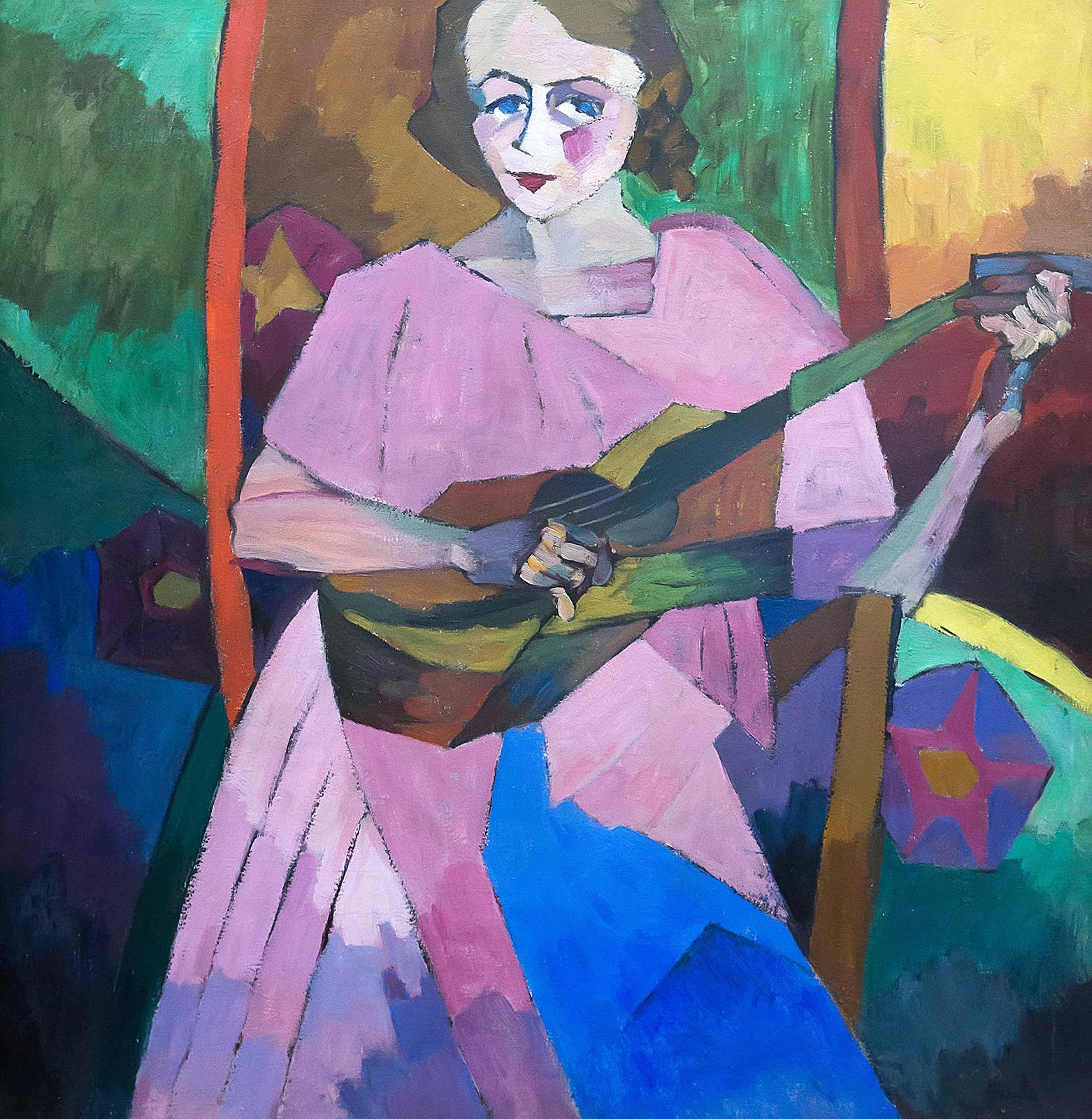
Mujer con guitarra por Aristarj Lentúlov. 1913.

La Sota de Diamantes (en ruso: Бубновый валет, en inglés: Knave of Diamonds/Jack of Diamonds) es un movimiento pictórico fundado por un grupo de artistas en Moscú en 1909 cuyos objetivos se fundamentan en su interés por el desarrollo de nuevos estilos (primitivismo ruso, cezanneismo ruso, escuela moscovita del nuevo primitivismo y otros) debido a sus particulares interpretaciones de las obras de Paul Cézanne, Henri Matisse y del postimpresionismo francés, del fauvismo y del expresionismo alemán del Blaue Reiter.
Otros nuevos estilos y géneros, como el performance y el body art, surgieron de esta mezcla improbable entre las bellas artes europeas, el arte popular ruso y el populismo urbano masificado en Rusia. La importancia artística de los miembros individuales de la Sota de Diamantes por un lado y por otro, sus actividades, condicionaron un cambio cualitativo en la Rusia de la década de 1910. Entre los cambios más importantes se produjo la democratización de las sociedades artísticas en Rusia.
El grupo incluía a Robert Falk, Aristarj Lentúlov, Iliá Mashkov, Aleksandr V. Kuprín, Aleksandr Osmiorkin, Aleksandra Ekster, Vladímir Burliuk, David Burliuk, Piotr Konchalovski y Vasily Rozhdestvensky. La Sota de Diamantes realizó una exposición escandalosa que abrió sus puertas en Moscú en diciembre de 1910. Poco tiempo después, este grupo se convertiría en el más grande y en una de las más importantes sociedades de exposiciones de Rusia de las primeras vanguardias.

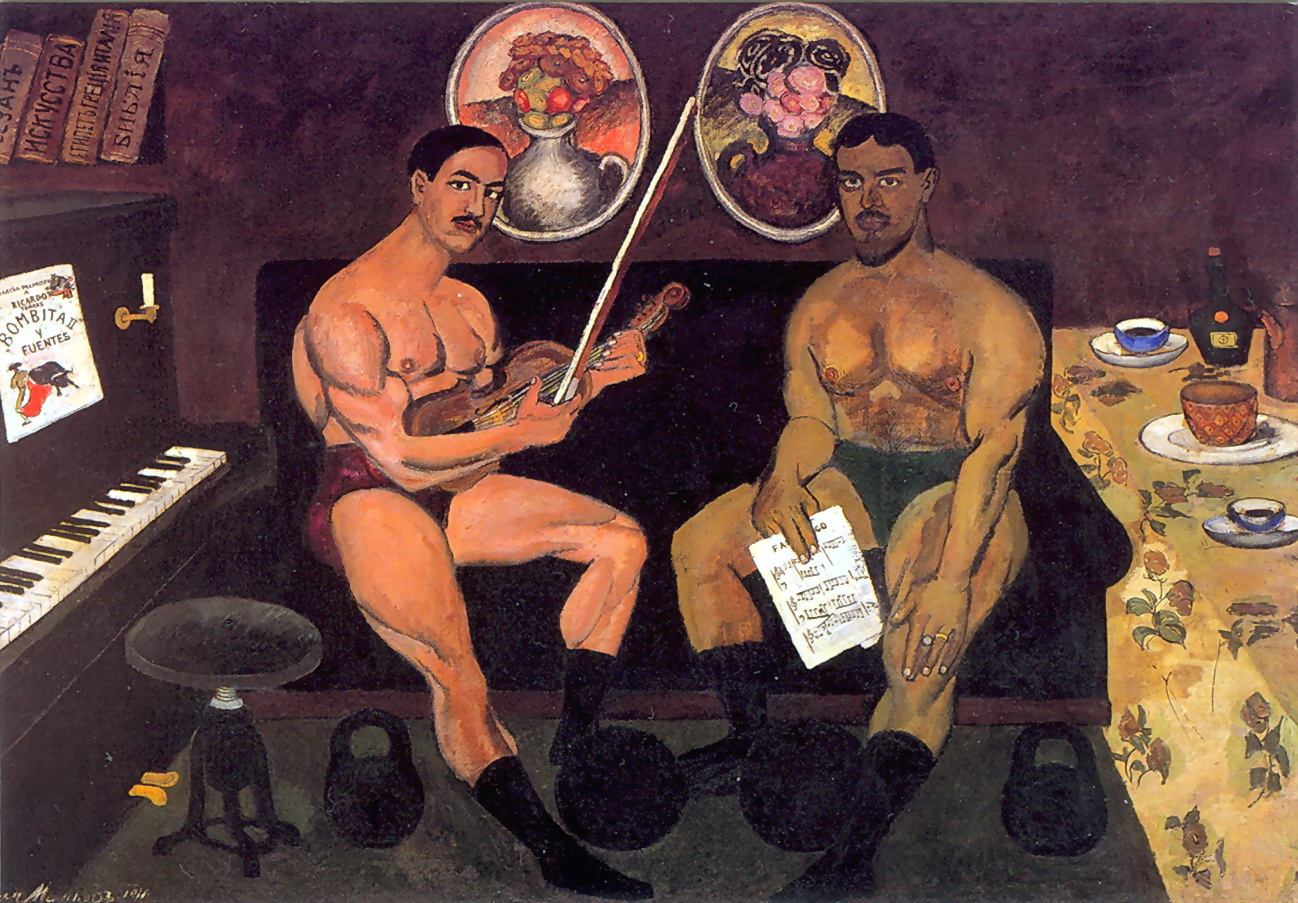
Autorretrato y retrato de Piotr Konchalovski por Iliá Mashkov. 1910.

El nombre fue acuñado por Mijaíl Lariónov para la exposición de 1910. Entre los pintores que participaron en la primera exposición de Sota de Diamantes estaban el propio Lariónov, Natalia Goncharova, Kazimir Malévich (y más tarde, Léopold Survage). Posteriormente, Lariónov y sus seguidores, en desacuerdo con el espíritu del grupo, formaron otro grupo más radical, La cola del burro (Osliny jvost, Donkey's Tail).
La principal actividad del grupo se dio entre 1910 y 1913, continuando algunos autores hasta 1917. Braque y Picasso participaron en varias exposiciones de la Sota de Diamantes en Rusia. 
En 1919, Mijaíl Lariónov y Natalia Goncharova dejan la asociación Sota de Diamantes, debido a la excesiva atención que se le presta al arte occidental en detrimento de las innovaciones rusas; organizan su propia exposición con varios simpatizantes, la titulan La cola del burro y participan, entre otros, Kazimir Malévich, Vladímir Tatlin y el recién llegado Marc Chagall.

## Exposiciones
- Les peintres russes de Valet de Carreau, entre Cézanne et l'Avant-Garde, Salle d'expositions del Principado de Monaco, 2004.